# Stellarator

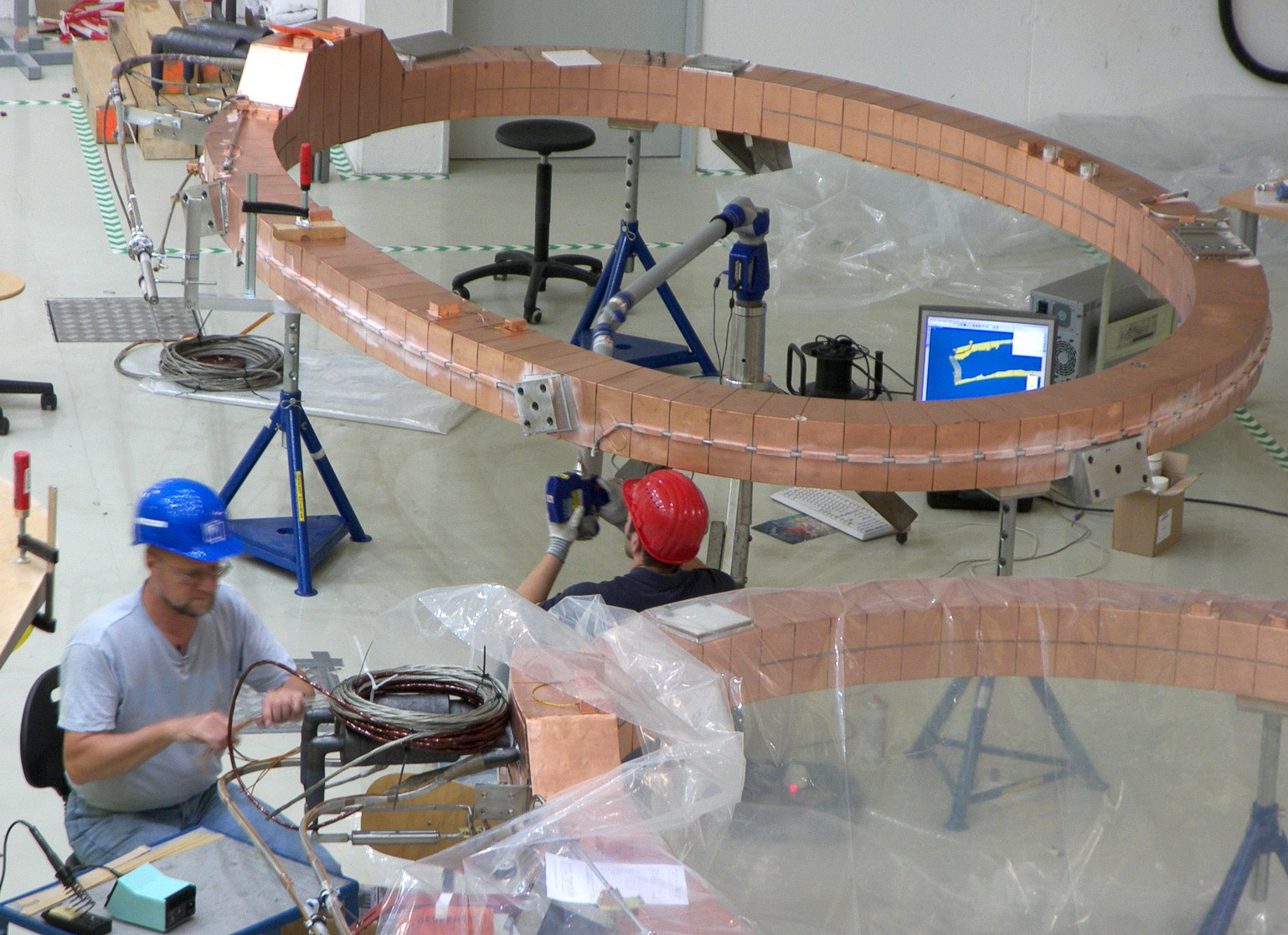
Wendelstein 7-X em Greifswald, Alemanha. Bobinas são preparadas para o stellarator experimental.

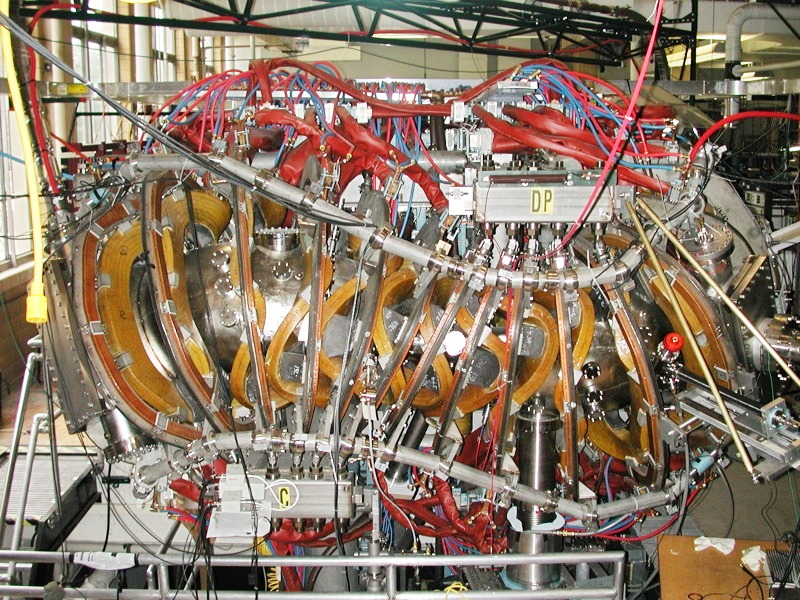
Stellarator Helically Symmetric Experiment (HSX)

Um stellarator é um dispositivo usado para confinar um plasma quente com campos magnéticos, a fim de suster uma reação de fusão nuclear controlada. É um dos primeiros dispositivos de fusão controlada, inventado por Lyman Spitzer em 1950, e construído no ano seguinte, no que agora é conhecido como o Princeton Plasma Physics Laboratory. O nome se refere à possibilidade de aproveitar a fonte de potência do sol, um objeto estelar (em inglês:  stellar).